# Luminița (okręg Konstanca)
Luminița – wieś w Rumunii, w okręgu Konstanca, w gminie Corbu. W 2011 roku liczyła 97 mieszkańców.